# Limax
Ne pas confondre avec le genre de limaces Milax
Genre
Limax est un genre de limaces d'assez grande taille, de la famille des Limacidae, et de la sous-famille des  Limacinae dont on rencontre les espèces dans toute l'Europe.

## Liste des espèces
Selon BioLib (6 novembre 2021) :
- Limax aeoliana Giusti, 1973
- Limax albipes Dumont & Mortillet, 1853
- Limax alpina A. Férussac, 1821
- Limax bielzii Seibert, 1874
- Limax brandstetteri Falkner, 2008
- Limax canapiciana Pollonera, 1885
- Limax carbonaria O. Böttger, 1885
- Limax cephalonica Simroth, 1886
- Limax ciminensis Pollonera, 1890
- Limax cinereoniger Wolf, 1803
- Limax conemenosi O. Boettger, 1882
- Limax corsica Moquin-Tandon, 1855
- Limax dacampi Menegazzi, 1854
- Limax dobrogica Grossu & Lupu, 1960
- Limax erythrus Bourguignat, 1864
- Limax flava C. Linnaeus, 1758
- Limax gerhardti Niethammer, 1937
- Limax giovannellae Falkner & Niederhöfer, 2008
- Limax graeca Simroth, 1889
- Limax granosa Bérenguier, 1900
- Limax hemmeni Rähle, 1983
- Limax ianninii Giusti, 1973
- Limax lachensis Bérenguier, 1900
- Limax lombricoides Morelet, 1845
- Limax maxima Linnaeus, 1758 (ou Limax maximus)
- Limax millipunctata Pini, 1884
- Limax minima Pollonera, 1896
- Limax monticola O. Böttger, 1881
- Limax perosinii M. Lessona & C. Pollonera, 1882
- Limax pironae Pini, 1876
- Limax polipunctata Pollonera, 1888
- Limax punctulata Sordelli, 1870
- Limax redii Gerhardt, 1933
- Limax sarnensis Heim & Nitz, 2009
- Limax squamosa Bérenguier, 1900
- Limax strobeli Pini, 1876
- Limax subalpina Lessona, 1880
- Limax veronensis Lessona & Pollonera, 1882
- Limax wohlberedti Simroth, 1900
- Limax wolterstorffi Simroth, 1900

Selon ITIS :
- Limax flavus Linnaeus, 1758
- Limax marginatus Muller, 1774
- Limax maximus Linnaeus, 1758
- Limax nyctelius Bourguignat, 1861
- Limax valentianus Férussac, 1823